# Никудышная
«Никудышная» — советский художественный телевизионный цветной фильм, снятый режиссёром Динарой Асановой на киностудии «Ленфильм» в 1980 году.
Фильм создан по заказу Государственного Комитета Совета Министров СССР по телевидению и радиовещанию.

## Сюжет
Девочка-подросток с неуравновешенной психикой не может найти взаимопонимание с окружающими — отчасти из-за своего заикания, отчасти из-за невнимания родителей, занятых собственными проблемами. Спасаясь от её агрессии, Аню отправляют в деревню, к родне отчима. Там она встречает старого человека, который принимает живое участие в судьбе девочки и способствует её нравственному перерождению.
Для фоновой музыки фильма использованы песни группы ABBA.

## В ролях
- Ольга Машная — Аня
- Михаил Глузский — дед Савва Мельников
- Анвар Асанов — Витян
- Тамара Смыслова — Лидуся
- Николай Лавров — Валера (озвучивает Игорь Ефимов)
- Лидия Федосеева-Шукшина — Марина
- Галина Сабурова — сестра Марины
- Мария Виноградова — Тихонша
- Валерий Матвеев — Генка, сын деда Саввы
- Ирина Бразговка — капитан милиции, инспектор по делам несовершеннолетних
- Елена Цыплакова — девушка в кафе, которая подралась с Аней
- Андрей Краско — парень из компании
- Валерий Приёмыхов — прапорщик-пограничник
- В. Викторов — эпизод
- Людмила Глазова — бабушка Ани
- Александр Демьяненко — Виктор Тихонов, отчим Ани

## Съёмочная группа
- Автор сценария: Валерий Приёмыхов
- Режиссёр-постановщик: Динара Асанова
- Оператор-постановщик: Николай Покопцев
- Художник-постановщик: Владимир Светозаров
- Художник по костюмам: Наталья Васильева
- Композитор: Виктор Кисин